# Rosenberg's Department Store
Rosenberg's Department Store was een warenhuis op de hoek van Fourth Street en D Street in het centrum van Santa Rosa, Californië. Het warenhuis was het meest opvallende voorbeeld van de Streamline Moderne-stijl in Santa Rosa en was jarenlang het hoogste gebouw in de stad.

## Geschiedenis
In 1897 startte de Poolse immigrant Max en Fred Rosenberg een textielwinkel onder de naam The Red Front. In 1910 verhuisde de winkel naar de hoek van 4th en Mendocino Avenue, was het Rosenberg's Department Store geworden. De winkel raakte zwaar beschadigd tijdens een brand in 1936. In 1936 werd een ontwerp voor de nieuwe winkel gemaakt, op de hoek van 4th Street en B Street, door Hertzka en Knowles uit San Francisco. De bouw door aannemers Moore en Roberts begon op 19 januari 1937. De winkel werd geopend op 27 oktober 1937, samen met de Purity-supermarkt in een gedeelte met één verdieping. 
In 1951 kocht Joseph Edward McNeany Rosenberg's voor $ 1,5 miljoen. In 1964 werd de winkel grondig gerenoveerd en uitgebreid. Nadat de winkel met drie verdiepingen was gemoderniseerd, werd deze in 1966 samengevoegd met Aldens Inc., een in Chicago gevestigd postorder- en detailhandelsbedrijf van Gambel-Skogmo. Op grond van de overeenkomst bleef McNeany aan als adviseur en werd zijn zoon William voorzitter en algemeen directeur van Rosenberg. Het warenhuis sloot in 1988 en stond leeg tot 1994. Dat jaar werd het bouwwerk door de Art Deco Society of California erkend met de Preservation Award in 1988 om de eigenaren van het gebouw aan te moedigen het te redden. 
Het stadsbestuur gaf in 1994 toestemming voor de sloop van de winkel, maar deze werd later gered toen boekwinkelketen Barnes & Noble de ruimte huurde. Het gebouw werd op 29 december 1994 op de National Register of Historic Places geplaatst.